# Calm
Calm è il quarto album in studio del gruppo musicale australiano 5 Seconds of Summer, pubblicato il 27 marzo 2020 dalla Interscope Records.

## Promozione
Al fine di promuovere l'album, il gruppo sarà impegnato con il No Shame Tour, con concerti a partire dal 2021.

## Tracce
1. Red Desert – 3:49
2. No Shame – 3:12
3. Old Me – 3:06
4. Easier – 2:38
5. Teeth – 3:25
6. Wildflower – 3:40
7. Best Years – 3:10
8. Not in the Same Way – 3:40
9. Lover of Mine – 3:26
10. Thin White Lies – 3:02
11. Lonely Heart – 3:24
12. High – 2:58

Tracce bonus nelle edizioni deluxe e giapponese
1. Easier (Live from the Vault) – 3:26
2. Teeth (Live from the Vault) – 3:35
3. No Shame (Live from the Vault)

DVD bonus nell'edizione giapponese
1. Easier (Music Video)
2. Easier (Behind the Scenes)
3. Teeth (Music Video)
4. Teeth (Behind the Scenes)
5. Message from 5 Seconds of Summer

## Successo commerciale
Negli Stati Uniti d'America Calm ha raggiunto la 2ª posizione nella Billboard 200 statunitense nella pubblicazione dell'11 aprile 2020, diventando il quinto album del gruppo ad entrare nella top ten di tale classifica dopo aver venduto nella sua prima settimana 133 000 unità, di cui 113 000 sono vendite pure, 19 000 sono stream-equivalent units risultanti dalle riproduzioni in streaming dei brani mentre le restanti 1 000 sono track-equivalent units equivalenti alle vendite digitali dei singoli brani.
Nella classifica britannica degli album, ha debuttato alla vetta grazie a 34 941 unità di vendita, diventando il secondo album al numero uno del gruppo nella Official Albums Chart dopo Sounds Good Feels Good. Nella classifica giapponese delle vendite fisiche e digitali ha invece esordito al 77º posto.

## Classifiche

### Classifiche settimanali
| Classifica (2020) | Posizione massima |
| ----------------- | ----------------- |
| Australia         | 1                 |
| Austria           | 4                 |
| Belgio (Fiandre)  | 7                 |
| Belgio (Vallonia) | 38                |
| Canada            | 7                 |
| Danimarca         | 22                |
| Estonia           | 4                 |
| Finlandia         | 24                |
| Francia           | 42                |
| Germania          | 7                 |
| Irlanda           | 4                 |
| Italia            | 25                |
| Lettonia          | 9                 |
| Lituania          | 6                 |
| Messico           | 2                 |
| Norvegia          | 15                |
| Nuova Zelanda     | 4                 |
| Paesi Bassi       | 5                 |
| Polonia           | 7                 |
| Portogallo        | 4                 |
| Regno Unito       | 1                 |
| Repubblica Ceca   | 28                |
| Slovacchia        | 25                |
| Spagna            | 11                |
| Stati Uniti       | 2                 |
| Svezia            | 26                |
| Svizzera          | 13                |
| Ungheria          | 8                 |

### Classifiche di fine anno
| Classifica (2020) | Posizione |
| ----------------- | --------- |
| Australia         | 35        |
| Belgio (Fiandre)  | 175       |
| Stati Uniti       | 188       |